# Pep Blay
Josep "Pep" Blay Boqué (Tarragona, 2 de setembre de 1966) és escriptor i guionista de televisió.

## Biografia

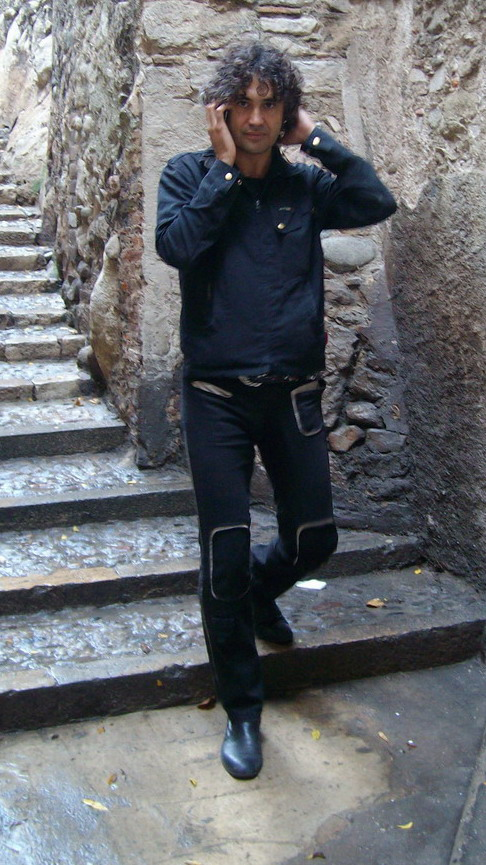
Pep Blay

Blay es va llicenciar en Filologia Catalana el 1989. Després dels estudis va començar a escriure habitualment sobre literatura per al diari Avui.
Recitant de manera esporàdica poesia en viu en festivals i sales alternatives, una de les seves actuacions es va enregistrar en el DVD Poesia en viu a Barcelona, a més de videopoemes amb els realitzadors Mai Balaguer i Jordi Fàbregas, i fent de vocalista de la banda Patètix de Tarragona.
La seva carrera com a periodista musical va començar a l'Avui el 1993, i va culminar amb la creació (amb Josep Maria Hernández-Ripoll) i la direcció del suplement Rock & Clàssic. El 1999, Blay abandona la premsa escrita per treballar a Televisió de Catalunya, en 2015 s'incorpora a Mediapro, i en 2020 s'incorpora com a professor de secundària a l'institut Jaume Almera de Vilassar de Dalt.
Entre els seus treballs d'investigació es troben els documentals Sopa de Cabra: L'última cançó (2001, dirigit per Àngel Leiro), A tres veus dins la sèrie Afectes Sonors (Canal 33, 2004, dirigida per Jordi Fàbregas); i Carles Sabater: Memòria d'una llum (2009). Altres mitjans en els quals ha col·laborat com a especialista musical són la revista Enderrock i l'emissora de ràdio catalana RAC 1, juntament amb Adam Martin i Emma Aixalà.
La carrera literària de Pep Blay s'inicia amb les biografies Sopa de Cabra: Si et quedes amb mi i Els Pets: Cara a cara, i en la ficció amb la novel·la Vampíria Sound. Posteriorment va publicar Enrique Bunbury: Lo demás es silencio, la novel·la fantàstica juvenil Gotholàndia i el recull d'històries curtes sobre sexe, amor, passió i música en castellà Erótica Mix. Arran d'aquest conjunt de narracions va col·laborar amb una secció sobre sexe i cultura al programa La Tarda de BTV, amb Elisenda Roca i Adam Martin.
Com a director artístic va idear i dirigir el concert de celebració dels 25 anys del diari Avui al Palau Sant Jordi el 23 d'abril del 2001, amb la participació entre altres de Manolo García, Maria del Mar Bonet, Lluís Llach, Sopa de Cabra, Alaska, Bunbury, Ariel Rot, Loquillo, Albert Pla, Adrià Puntí, Gossos, Miqui Puig, Quimi Portet, Antònia Font, la Companyia Elèctrica Dharma.
També ha estat el director artístic de tres àlbums per a la discogràfica Música Global, entre ells Podré tornar enrere: El tribut a Sopa de Cabra (2006), un homenatge amb la participació d'Amaral, Bunbury, Sidonie, Pastora, Pereza, Beth, Gossos o Roger Mas; i Més raons de pes: El tribut a Umpah-pah (2009), dedicat a la banda del genial i excèntric rocker gironí Adrià Puntí, on s'inclouen artistes com Bunbury, Amparanoia, Iván Ferreiro i els més destacats noms del panorama alternatiu català, com Love of Lesbian, Mishima, Mazoni o Refree.
El programa de viatges km 33 de TV3 fou premiat als New York Festivals de televisió.

## Llibres
- Blay, Pep. Sopa de Cabra: Si et quedes amb mi.  Rosa dels Vents, 2002. ISBN 8401386071.
- Blay, Pep. Els Pets: Cara a cara.  Rosa dels Vents, 2003. ISBN 9788401386305.
- Blay, Pep. Vampíria Sound.  Rosa dels Vents, 2004. ISBN 8401386543.
- Blay, Pep. Enrique Bunbury. Lo demás es silencio (en castellà).  Plaza&Janés, 2007. ISBN 8401305519.
- Blay, Pep. Gotholàndia.  Montena, 2009. ISBN 848441504X.
- Blay, Pep. Eròtica Mix: Quatre històries de sexe i música.  Rosa dels Vents, 2009. ISBN 8401387531.
- Blay, Pep. Erótica Mix: Cuatro historias de sexo y música.  Plaza&Janés, 2009. ISBN 8401337070.
- Blay, Pep. Pretòria.  Ed. Alisis. Ara Llibres SCCL, 2010. ISBN 978-84-937628-6-5.
- Blay, Pep. Les cançons de la nostra vida.  Rosa dels Vents, 2015. ISBN 978-84-16430-12-3.
- Blay, Pep. Albert Pla: Todo es mentira.  Corre la Voz, 2016. ISBN 9788494487415.